# Colin Edwards

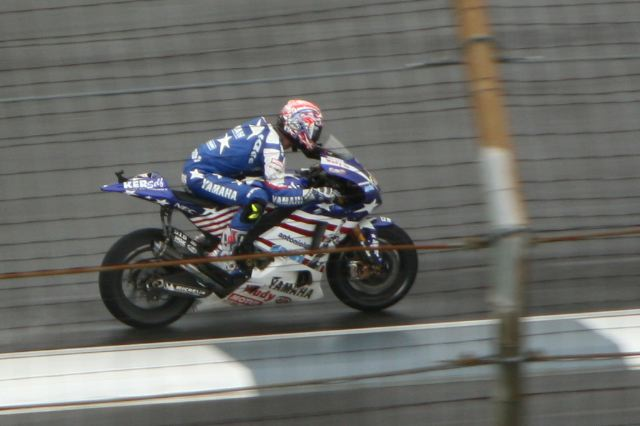
Edwards 2008 auf der Tech-3 Yamaha mit Speziallackierung

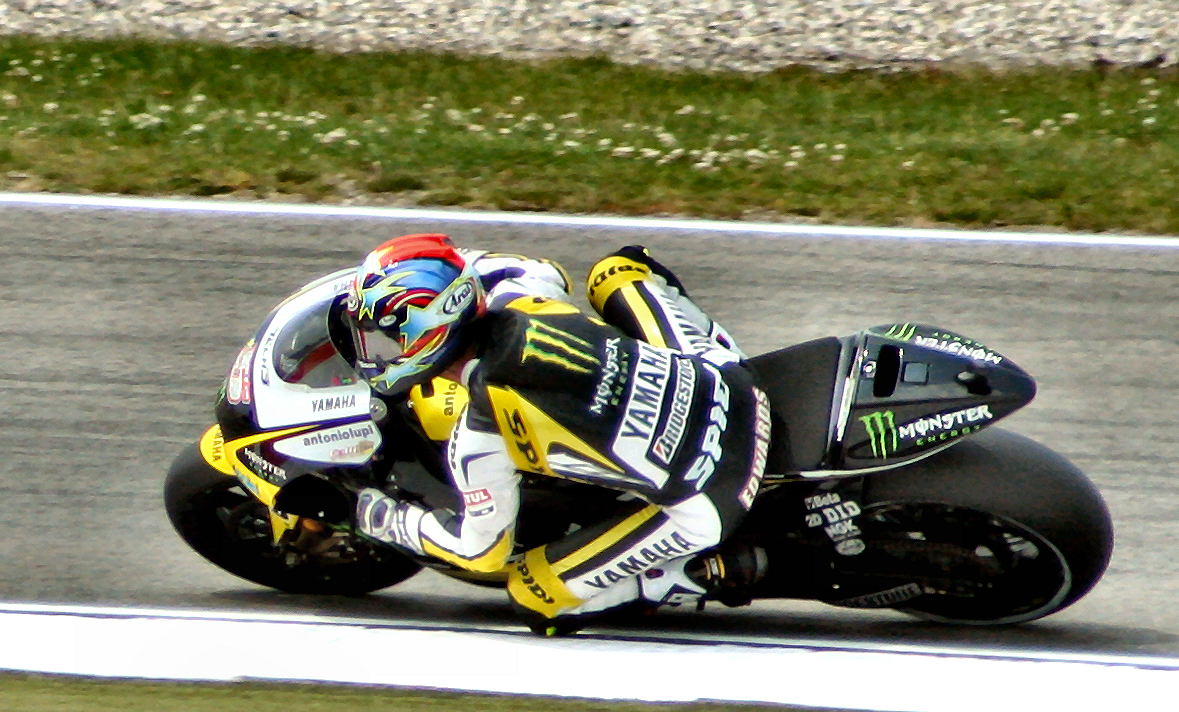
Colin Edwards 2009 auf Tech-3-Yamaha

Colin Edwards (* 27. Februar 1974 in Houston, Texas), Spitzname „Texas Tornado“, ist ein ehemaliger US-amerikanischer Motorradrennfahrer und zweifacher Superbike-Weltmeister.

## Karriere
Schon immer träumte der Texas Tornado davon, in den Grand-Prix-Sport zu wechseln. Trotz zweier Superbike-WM-Titel in den Jahren 2000 und 2002 gab ihm Honda aber diese Chance nie. Nach seinem zweiten Superbike-Titel 2002 klappte es dann aber doch.
Edwards wurde zwischen 1999 und 2002 zweimal Weltmeister und zweimal Vize-Weltmeister in der Superbike-WM. Mit dem Australier Troy Bayliss, der ebenfalls 2003 in die MotoGP-Klasse wechselte, lieferte er sich dort zwei Jahre lang harte Duelle. Beide waren zu der Zeit mit Abstand die führenden Fahrer in der Superbike-WM.
Besonders die WM 2002 verlief spannend. Troy Bayliss sah nach der Hälfte der Saison schon wie der sichere Sieger aus. Doch Edwards gab sich nicht geschlagen. Mit einer Siegesserie holte der Texaner sich den Titel im letzten Rennen.
Colin Edwards hatte für die Saison 2003 Angebote von Kawasaki, Yamaha und Ducati, wechselte aber zu Aprilia. Der damit verbundenen Herausforderung wurde er nicht gerecht. Schon 2002 konnten die Italiener mit Régis Laconi keine Erfolge in der MotoGP-Klasse erzielen. An der Seite seines Teamkollegen Noriyuki Haga wollte der Amerikaner das Blatt zu Gunsten der RS Cube wenden. Beim Auftakt-Grand Prix im japanischen Suzuka ließ Edwards mit einem sechsten Platz aufhorchen, doch blieb dies sein bestes Saisonergebnis. In den weiteren Rennen musste er sich mit Rängen zwischen zehn und 15 begnügen.
In der folgenden Saison 2004 fuhr Colin Edwards dann auf einer Honda RC211V im Gresini-Team an der Seite von Vize-Weltmeister Sete Gibernau, verzeichnete seine beiden ersten Podestplätze und wurde am Ende WM-Fünfter.
Für 2005 und 2006 unterzeichnete Edwards einen Zwei-Jahres-Vertrag im Yamaha-Werksteam als Teamkollege von Valentino Rossi. Er war der einzige Fahrer des gesamten Starterfeldes, der in allen 17 Grand Prix der Saison 2005 in die Punkte kam. Dabei fuhr er jedes Mal mindestens auf Platz zehn und stand dreimal auf dem Siegerpodest, konnte aber nicht gewinnen. Mit seinem Teamkollegen Valentino Rossi, der Fahrer-Weltmeister wurde, gewann er die Konstrukteurs-WM 2005 für Yamaha, den Teamtitel für das Team Gauloises-Yamaha.
Nach mittelmäßigen Leistungen im Jahr 2007 ging Colin Edwards 2008 im Tech-3-Team von Yamaha an den Start. Sein erster Teamkollege dort war der damals amtierende Superbike-Weltmeister James Toseland. Im Jahr 2009 konnte er ihn deutlich distanzieren und fuhr in der Saison 2010 zusammen mit Ben Spies weiterhin im Tech-3-Team von Yamaha. Auch in der Saison 2011 blieb Edwards dem Team treu und erhielt mit Cal Crutchlow einen weiteren MotoGP-Rookie als Teamkollegen. Im GP von Malaysia war Edwards unverschuldet in den Unfall verwickelt, bei dem Marco Simoncelli zu Tode kam. Edwards zog sich dabei eine schwere Schulterverletzung zu und konnte beim letzten Lauf in Valencia nicht starten. In der Saison 2012 fuhr Edwards für das Forward Racing Team eine BMW-getriebene (getunter Motor einer S 1000 RR) Suter-Maschine. Auch die Saison 2013 bestritt er bei NGM Mobile Forward Racing, sein Teamkollege war Claudio Corti. Die beiden pilotierten jeweils eine FTR-Kawasaki.
Die Saison 2014 war seine dritte in den Diensten von NGM Mobile Forward Racing; Aleix Espargaró war in dieser Saison sein Teamkollege. Am 11. April 2014 gab Colin Edwards bekannt, dass er sich am Ende der Saison aus der MotoGP zurückziehen werde.

## Statistik

### Erfolge
- 1996 – Sieger des 8-Stunden-Rennen von Suzuka zusammen mit Noriyuki Haga auf Yamaha
- 2000 – Superbike-Weltmeister auf Honda
- 2001 – Sieger des 8-Stunden-Rennen von Suzuka mit Valentino Rossi auf Honda
- 2002 – Superbike-Weltmeister auf Honda
- 2002 – Sieger des 8-Stunden-Rennen von Suzuka zusammen mit Daijirō Katō auf Honda

### In der Motorrad-Weltmeisterschaft
| Saison | Klasse | Team                             | Motorrad          | Rennen | Siege | Zweiter | Dritter | Poles | Schn. Runden | Punkte | Ergebnis |
| ------ | ------ | -------------------------------- | ----------------- | ------ | ----- | ------- | ------- | ----- | ------------ | ------ | -------- |
| 2003   | MotoGP | Alice Aprilia Racing             | Aprilia RS Cube   | 16     | –     | –       | –       | –     | –            | 62     | 13.      |
| 2004   | MotoGP | Telefonica Movistar Honda MotoGP | Honda RC211V      | 16     | –     | 2       | –       | –     | 2            | 157    | 5.       |
| 2005   | MotoGP | Gauloises Yamaha Team            | Yamaha YZR-M1     | 17     | –     | 1       | 2       | –     | 1            | 179    | 4.       |
| 2006   | MotoGP | Camel Yamaha Team                | Yamaha YZR-M1     | 17     | –     | –       | 1       | –     | –            | 124    | 7.       |
| 2007   | MotoGP | Fiat Yamaha Team                 | Yamaha YZR-M1     | 18     | –     | 1       | 1       | 2     | –            | 124    | 9.       |
| 2008   | MotoGP | Yamaha Tech 3 Team               | Yamaha YZR-M1     | 18     | –     | –       | 2       | 1     | –            | 144    | 7.       |
| 2009   | MotoGP | Yamaha Tech 3 Team               | Yamaha YZR-M1     | 17     | –     | 1       | –       | –     | –            | 161    | 5.       |
| 2010   | MotoGP | Yamaha Tech 3 Team               | Yamaha YZR-M1     | 18     | –     | –       | –       | –     | –            | 103    | 11.      |
| 2011   | MotoGP | Yamaha Tech 3 Team               | Yamaha YZR-M1     | 15     | –     | –       | 1       | –     | –            | 109    | 9.       |
| 2012   | MotoGP | NGM Mobile Forward Racing        | Suter MMX1        | 16     | –     | –       | –       | –     | –            | 27     | 20.      |
| 2013   | MotoGP | NGM Mobile Forward Racing        | FTR-Kawasaki      | 18     | –     | –       | –       | –     | –            | 41     | 14.      |
| 2014   | MotoGP | NGM Mobile Forward Racing        | FTR-Yamaha YZR-M1 | 10     | –     | –       | –       | –     | –            | 11     | 22.      |
| Gesamt | Gesamt | Gesamt                           | Gesamt            | 196    | –     | 5       | 7       | 3     | 3            | 1242   |          |

### In der Superbike-Weltmeisterschaft
| Saison | Team                        | Motorrad            | Rennen | Siege | Zweiter | Dritter | Poles | Schn. Runden | Punkte | Ergebnis    |
| ------ | --------------------------- | ------------------- | ------ | ----- | ------- | ------- | ----- | ------------ | ------ | ----------- |
| 1995   | Yamaha World Superbike Team | Yamaha              | 20     | –     | 1       | 1       | –     | 1            | 141    | 11.         |
| 1996   | Yamaha World Superbike Team | Yamaha              | 20     | –     | 2       | 5       | 2     | –            | 248    | 5.          |
| 1997   | Yamaha World Superbike Team | Yamaha              | 8      | –     | 1       | –       | –     | 1            | 79     | 12.         |
| 1998   | Castrol Honda Team          | Honda RC45          | 24     | 3     | 2       | 1       | –     | –            | 279,5  | 5.          |
| 1999   | Castrol Honda Team          | Honda RC45          | 26     | 5     | 2       | 3       | 2     | 3            | 361    | 2.          |
| 2000   | Castrol Honda Team          | Honda VTR 1000 SP-W | 26     | 8     | 3       | 1       | 6     | 6            | 400    | Weltmeister |
| 2001   | Castrol Honda Team          | Honda VTR 1000 SP-W | 25     | 4     | 3       | 5       | –     | 4            | 333    | 2.          |
| 2002   | Castrol Honda Team          | Honda VTR 1000 SP-W | 26     | 11    | 10      | 4       | 5     | 8            | 552    | Weltmeister |
| Gesamt | Gesamt                      | Gesamt              | 175    | 31    | 24      | 20      | 15    | 23           | 2393,5 |             |